# Crunchips
Crunchips – marka chipsów ziemniaczanych produkowanych od 1993 przez koncern Lorenz Bahlsen Snack-World, która jest dostępna w 80 krajach. Produkowane są w Niemczech, Polsce, Austrii i Rosji.
Gatunki: 
- Gładkie – cienko krojone.
- X-Cut – grubo krojone, ryflowane.
- Tugeza – połączenie klasycznych chipsów oraz X-cut, z jednej strony gładkie, z drugiej ryflowane.
- Sticksy – w formie miniaturowych frytek.

## Sposób produkcji
Podstawowym składnikiem są ziemniaki, które pochodzą z upraw w Polsce oraz Niemczech. Zebrane ziemniaki podlegają selekcji, myciu i obieraniu. Miesięczna produkcja chipsów wymaga zużycia ilości wody odpowiadającej objętości 6 basenów olimpijskich. Następnie chipsy są smażone na oleju, przyprawiane i pakowane do torebek foliowych.